# Spathoglottis kenejiae
Spathoglottis kenejiae är en orkidéart som beskrevs av Rudolf Schlechter. Spathoglottis kenejiae ingår i släktet Spathoglottis och familjen orkidéer. Inga underarter finns listade i Catalogue of Life.